# Харуспекс
Харуспекс в Древен Рим се нарича член на жреческата колегия на Етруските. Предсказвали бъдещето по вътрешностите на жертвени животни.